# Villeberny
Villeberny település Franciaországban, Côte-d’Or megyében. Lakosainak száma 99 fő (2022. január 1.). Villeberny Boux-sous-Salmaise, Dampierre-en-Montagne, Jailly-les-Moulins, Massingy-lès-Vitteaux, Salmaise, Villy-en-Auxois és Vitteaux községekkel határos.

## Népesség
A település népessége az elmúlt években az alábbi módon változott:
| Lakosok száma | 124  | 93   | 83   | 81   | 90   | 90   | 91   | 92   | 91   | 99   |
|               | 1968 | 1982 | 1990 | 2006 | 2013 | 2015 | 2017 | 2019 | 2020 | 2022 |